# Oelde
Die Stadt Oelde [ˈœldə] (plattdeutsch Üle) ist eine mittlere kreisangehörige Stadt im Kreis Warendorf im südöstlichen Münsterland mit etwa 30.000 Einwohnern.

## Geografie

### Nachbargemeinden
Nachbargemeinden und -städte sind im Uhrzeigersinn, im Norden beginnend: Beelen, Herzebrock-Clarholz, Rheda-Wiedenbrück, Langenberg, Wadersloh, Beckum, Ennigerloh.

### Stadtgliederung
Stadtteile sind
- Oelde
- Stromberg
- Lette
- Sünninghausen

Zum ehemaligen Kirchspiel Oelde gehören die Bauerschaften Ahmenhorst (westlich der Stadt), Menninghausen (im Nordosten), Bergeler (im Südosten) und Keitlinghausen, die größte Bauerschaft im Süden.
Zu Stromberg gehören die Bauerschaften Linzel (im Norden) und Cöllentrup (auch: Köllentrup, im Süden).
Zu Sünninghausen gehört die Dorfbauerschaft und die Bauerschaft Wibberich (im Osten).

#### Stromberg
Der Ortsteil Stromberg hat 4555 Einwohner und liegt südöstlich von Oelde an der ehemaligen Bundesstraße 61.
Stromberg wurde 1177 erstmals als Landesburg der Bischöfe von Münster (Westfalen) urkundlich erwähnt. Bis 1803 war es fürstbischöflicher Verwaltungsbezirk, bis 1975 eine eigenständige Titularstadt.
Dominierend sind Landwirtschaft und Obstanbau (Pflaumen), früher auch Möbelindustrie. Die Stromberger Pflaume ist ein Produkt mit geschützter Ursprungsbezeichnung.

#### Lette

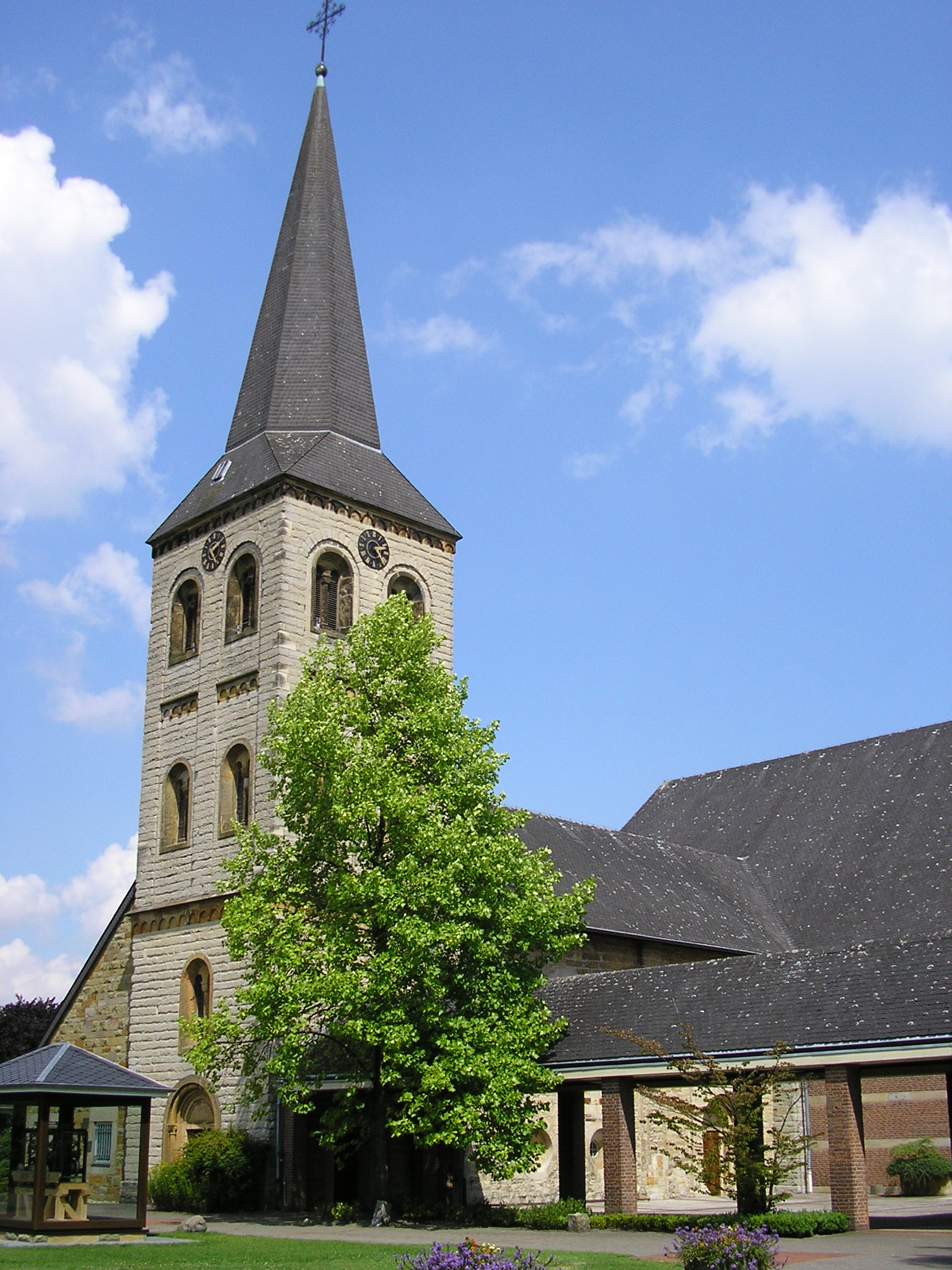
St. Vitus in Oelde-Lette

Lette liegt mit seinen 2236 Einwohnern im Norden des Oelder Stadtgebietes. Lette wurde erstmals im Jahre 1133 urkundlich erwähnt. Bevor Lette im Zuge der kommunalen Neugliederung im Jahr 1971 zu Oelde kam, nachdem sich die Letter Bevölkerung mehrheitlich für die Zuordnung zu Oelde aussprach, gehörte es zusammen mit dem geschichtlich lange eng verbundenen Clarholz zum Amt Herzebrock.
Von Oelde aus kommend liegt am Ortsanfang der größte Arbeitgeber dieses Ortsteiles, der Haushaltsgerätehersteller Miele, früher Cordes.
Die im Ortskern liegende St.-Vitus-Kirche ist seit 2012 Bestandteil der Oelder Pfarrei St. Johannes.

#### Sünninghausen
Der Ortsteil Sünninghausen liegt etwa sieben Kilometer südlich von Oelde. Hier leben 1265 Einwohner. Seit dem 5. Jahrhundert vor Christus sind Siedlungen im heutigen Sünninghausen belegt. Im Jahre 890 wurde Sünninghausen im Urbar des Klosters Werden erwähnt. In Sünninghausen findet jedes Jahr am Karnevalssonntag der einzige Karnevalsumzug Oeldes statt.

## Geschichte und Bevölkerung

### Überblick
Die Stadt Oelde wurde um 890 erstmals urkundlich als „Ulithi im Dreingau“ im Urbar des Klosters Werden erwähnt.
Im Jahr 1457 vernichtete eine Feuersbrunst den Ort. Im Jahr 1498 zählte Oelde nach dem Wiederaufbau 750 Einwohner. Im Jahr 1605 wütete ein weiteres Feuer und zerstörte insgesamt 18 Häuser, Scheunen und das Rathaus.
Im Jahr 1800 brach ein Großfeuer aus, dem zwei Drittel aller Gebäude zum Opfer fielen. Im Jahr 1804 erhielt Oelde das Stadtrecht. Im Jahr 1847 wurde Oelde durch den Bau der Eisenbahnlinie Minden-Köln an das Eisenbahnnetz angebunden. Damit kam es zum Aufschwung der Industrialisierung in der Stadt Oelde. International bekannt wurde Oelde 1880 mit der Geschichte vom Oelder Wind.
Die Jüdische Gemeinde Oelde bestand zwischen der Mitte des 17. Jahrhunderts und 1938. Der in der Zeit des Nationalsozialismus ab 1938 amtierende Bürgermeister bat in einem Schreiben an die Gestapo, Oelde rasch „judenrein“ zu machen und die letzten Juden zu deportieren.
Im Jahr 1939 erhielt Oelde im Zuge des Baus der Autobahn eine eigene Abfahrt. In den 1950er und 1960er Jahren kam mehrfach hoher Besuch nach Oelde, als Diplomaten der Einladung der Bundespräsidenten Heuss und Lübke zur Jagd auf Niederwild im Staatsforst Geisterholz folgten. Diese Veranstaltungen wurden allgemein als „Diplomatenjagden“ bekannt.
Die Stadt Oelde richtete im Jahr 2001 die Landesgartenschau für Nordrhein-Westfalen mit mehr als 2,2 Millionen Besuchern aus, das Motto lautete „Blütenzauber & Kinderträume“. In das Gartenschaugelände wurde der Bereich des damaligen Stadtparks eingebunden, zudem wurde großflächig umgebendes Gelände in weiteren Teilabschnitten renaturiert und eingegliedert. Das Gelände wird seit Ende der Landesgartenschau durch den Eigenbetrieb Forum Oelde größtenteils kommerziell bewirtschaftet und trägt seither den Namen „Vier-Jahreszeiten-Park“.

### Archiv
Das Stadtarchiv befindet sich seit 1972 im Kreiszentralarchiv Warendorf.

### Eingemeindungen
Am 1. Januar 1970 erfolgte durch das Soest/Beckum-Gesetz die Eingemeindung von Lette, Sünninghausen und dem Kirchspiel Oelde. Am 1. Januar 1975 kam mit dem Münster/Hamm-Gesetz Stromberg hinzu.

### Einwohnerentwicklung

Bevölkerungsentwicklung in Oelde

(jeweils zum 31. Dezember)
| Jahr | Einwohner |
| ---- | --------- |
| 1988 | 27.226    |
| 1989 | 27.380    |
| 1990 | 28.073    |
| 1991 | 28.439    |
| 1992 | 28.781    |
| 1993 | 29.035    |
| 1994 | 29.159    |
| 1995 | 29.289    |
| 1996 | 29.421    |
| 1997 | 29.453    |
| 1998 | 29.545    |
| 1999 | 29.576    |

| Jahr | Einwohner |
| ---- | --------- |
| 2000 | 29.602    |
| 2001 | 29.773    |
| 2002 | 29.851    |
| 2003 | 29.729    |
| 2004 | 29.819    |
| 2005 | 29.928    |
| 2006 | 29.970    |
| 2007 | 30.127    |
| 2008 | 30.083    |
| 2009 | 29.983    |
| 2010 | 29.836    |
| 2011 | 29.787    |

| Jahr | Einwohner |
| ---- | --------- |
| 2012 | 29.923    |
| 2013 | 29.945    |
| 2014 | 29.814    |
| 2015 | 30.335    |
| 2016 | 30.373    |
| 2017 | 30.319    |
| 2018 | 30.444    |
| 2019 | 30.313    |
| 2020 | 30.206    |
| 2021 | 30.320    |
| 2022 | 30.712    |

## Politik und Verwaltung

### Stadtrat
|                  | 2020   | 2020   | 2014   | 2014   | 2009   | 2009   | 2004   | 2004   | 1999   | 1999   | 1994   | 1994   | 1989   | 1989   | 1984   | 1984   | 1979   | 1979   | 1975   | 1975   |
| Partei           | Sitze  | %      | Sitze  | %      | Sitze  | %      | Sitze  | %      | Sitze  | %      | Sitze  | %      | Sitze  | %      | Sitze  | %      | Sitze  | %      | Sitze  | %      |
| ---------------- | ------ | ------ | ------ | ------ | ------ | ------ | ------ | ------ | ------ | ------ | ------ | ------ | ------ | ------ | ------ | ------ | ------ | ------ | ------ | ------ |
| CDU 2,6          | 15(16) | 38,6   | 13(14) | 41,3   | 14     | 42,5   | 15(13) | 48,1   | 19     | 59,8   | 19     | 45,5   | 20     | 51,2   | 21     | 53,8   | 23     | 59,6   | 24     | 62,0   |
| GRÜNE            | 8      | 20,7   | 03     | 10,0   | 03     | 08,4   | 03     | 08,5   | 02     | 05,0   | 03     | 08,2   | 03     | 08,7   | 04     | 09,8   | —      | —      | —      | —      |
| SPD              | 8      | 20,0   | 09     | 27,9   | 07     | 21,2   | 07     | 21,1   | 07     | 22,5   | 11     | 28,5   | 13     | 32,5   | 12     | 31,1   | 14     | 35,4   | 15     | 38,0   |
| FWG 4            | 6(5)   | 13,8   | 04     | 13,5   | 05(6)  | 13,3   | 04     | 13,6   | 03     | 8,3    | 06     | 14,2   | —      | —      | —      | —      | —      | —      | —      | —      |
| FDP 5            | 3(1)   | 6,8    | 02     | 04,7   | 03     | 08,2   | 03     | 08,7   | 01     | 04,3   | 0      | 03,6   | 03     | 07,5   | 02     | 05,3   | 02     | 05,0   | —      | —      |
| OZO 2,3          | —      | —      | 01(0)  | 02,5   | 01     | 03,7   | 00(2)  | —      | —      | —      | —      | —      | —      | —      | —      | —      | —      | —      | —      | —      |
| Sonstige 3,4,5,6 | 0(2)   | —      | —      | —      | 01(0)  | 02,6   | —      | —      | —      | —      | —      | —      | —      | —      | —      | —      | —      | —      | —      | —      |
| Gesamt 1         | 40     | 100    | 32     | 100    | 34     | 100    | 32     | 100    | 32     | 100    | 39     | 100    | 39     | 100    | 39     | 100    | 39     | 100    | 39     | 100    |
| Wahlbeteiligung  | 57,6 % | 57,6 % | 57,2 % | 57,2 % | 62,4 % | 62,4 % | 63,3 % | 63,3 % | 62,3 % | 62,3 % | 86,6 % | 86,6 % | 73,3 % | 73,3 % | 71,9 % | 71,9 % | 74,9 % | 74,9 % | 89,4 % | 89,4 % |

### Bürgermeister
Bürgermeister der Stadt Oelde seit dem Zweiten Weltkrieg
- 1945–1945 † Julius Abeler (parteilos), vorläufig, durch US-Militärverwaltung eingesetzt
- 1945–1946 † Bernhard Klockenbusch (SPD), durch belgische Militärverwaltung eingesetzt (später Oberkreisdirektor des Kreises Warendorf)
- 1946–1946 † Hermann Johenning (parteilos), durch belgische Militärverwaltung eingesetzt (bereits Bürgermeister bis 1938)
- 1946–1961 † Theodor Naarmann (CDU)
- 1961–1970 † Friedrich Haver (CDU)
- 1970–1979 † Alexander Raestrup (CDU)
- 1979–1989 † Alexander Erdland (CDU)
- 1989–1997 † Hugo Terholsen (CDU)
- 1997–2009 Helmut Predeick (CDU)
- 2009–2020 Karl-Friedrich Knop (FWG)
- seit 2020 Karin Rodeheger (parteilos, aufgestellt von CDU und FDP)[12]

Seit der Wahl Helmut Predeicks durch den Rat der Stadt Oelde 1997 ist der Bürgermeister hauptamtlich und damit zugleich Verwaltungsleiter. Zuvor wurde die Verwaltung von einem hauptamtlichen Stadtdirektor geführt, der ebenfalls vom Rat gewählt wurde.
Seit 1999 wird der Bürgermeister unmittelbar von der wahlberechtigten Bevölkerung bestimmt.
Stellvertretende Bürgermeister der Stadt Oelde seit 1989
- 1989–1999 † Paul Hilker (SPD), 1. stv. Bürgermeister
- 1999–2004 † Klaus Rips (CDU), 1. stv. Bürgermeister
- 2004–2014 Heinz Junkerkalefeld (CDU), 1. stv. Bürgermeister
- 2014–2020 Daniel Hagemeier (CDU), 1. stv. Bürgermeister (seit 2017 Mitglied des Landtags von Nordrhein-Westfalen)
- seit 2020 Andrea Geiger (CDU), 1. stv. Bürgermeisterin
- 1989–1994 † Bernhard Muckermann (CDU), 2. stv. Bürgermeister
- 1994–1999 Manfred Reismann (FWG), 2. stv. Bürgermeister
- 1999–2014 Peter Kwiotek (SPD), 2. stv. Bürgermeister
- 2014–2019 Ernst-Rainer Fust (SPD), 2. stv. Bürgermeister
- 2019–2020 Beatrix Koch (SPD), 2. stv. Bürgermeisterin
- seit 2020 Barbara Köß (Bündnis 90/Die Grünen), 2. stv. Bürgermeisterin

Amts- und Stadtdirektoren bis 1997
- 1946–1946 † Bernhard Klockenbusch (SPD)
- 1946–1967 † Bernhard Rest
- 1967–1989 † Friedrich Schmänk (CDU)
- 1989–1997 † Heinrich Wetter (CDU)

† = verstorben

### Stadtwappen
In Blau ein nach oben offener silberner (weißer) Halbmond, darüber ein sechsstrahliger silberner (weißer) Stern.
Mond und Stern sind ein selbstredendes Wappenschild, in dem symbolhaft die Worte des Oelder Kirchenpatrons Johannes des Täufers wiedergegeben sind: „Jener (Christus) muss wachsen, ich (Johannes) muss abnehmen.“ (Joh 3,30). Vor dem Hintergrund dieses Ausspruchs steht der Stern für Jesus Christus, der abnehmende Halbmond für Johannes den Täufer, der Jesus vorangegangen ist und auf ihn hingewiesen hat.
Das Wappen ist am 16. März 1910 dem damaligen Amt Oelde verliehen worden und wird heute in Rechtsnachfolge von der Stadt Oelde genutzt.

### Städtepartnerschaft
Im Rahmen der Kommunalverwaltungshilfe Ost entstand eine inoffizielle Städtepartnerschaft mit der Kreisstadt Niesky im Osten Sachsens, die offiziell nicht mehr aktiv betrieben wird.

## Kultur und Sehenswürdigkeiten
Park der Landesgartenschau Nordrhein-Westfalen 2001 (Vier-Jahreszeiten-Park):

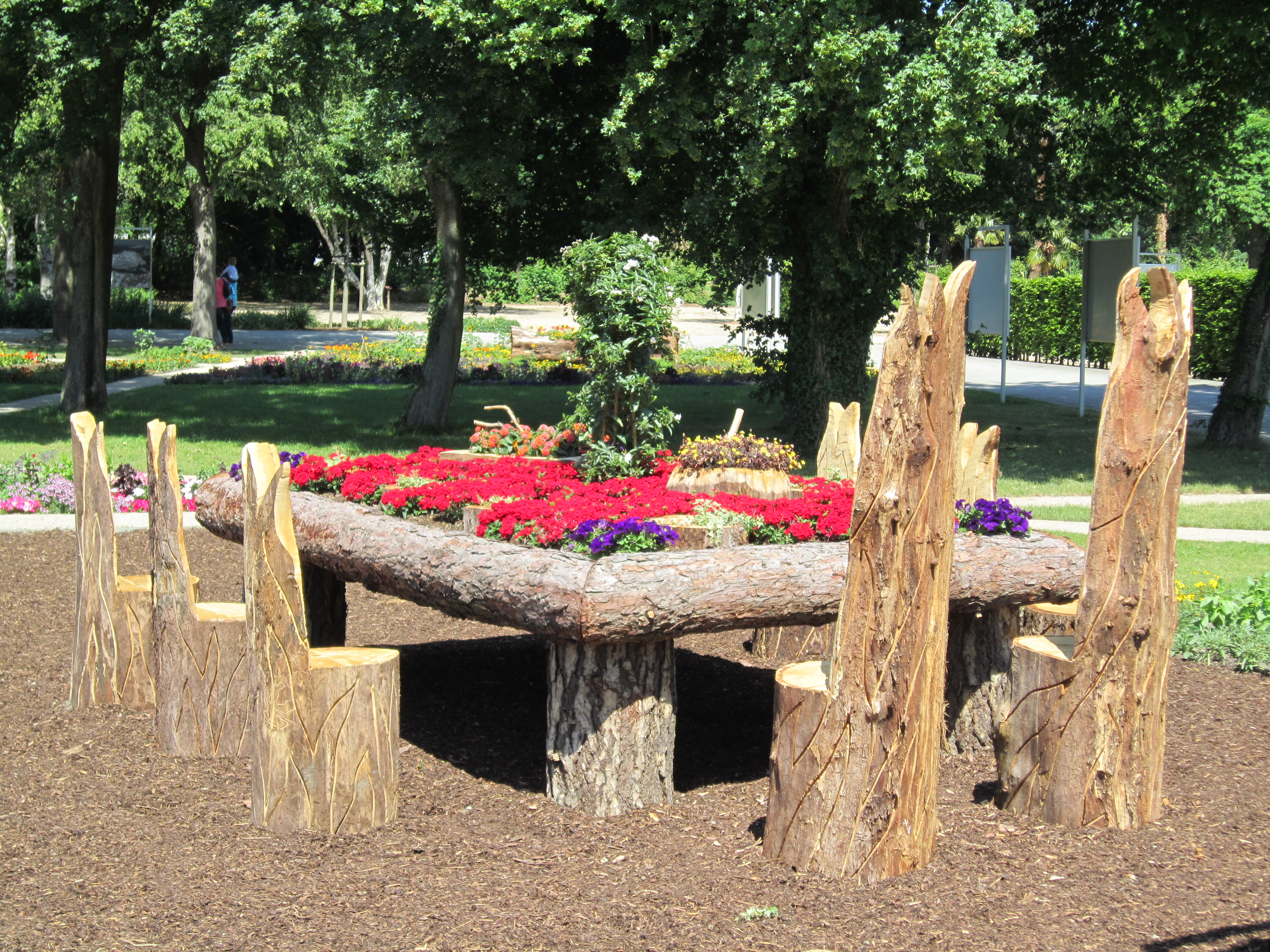
Gartenkunst im Vierjahreszeitenpark
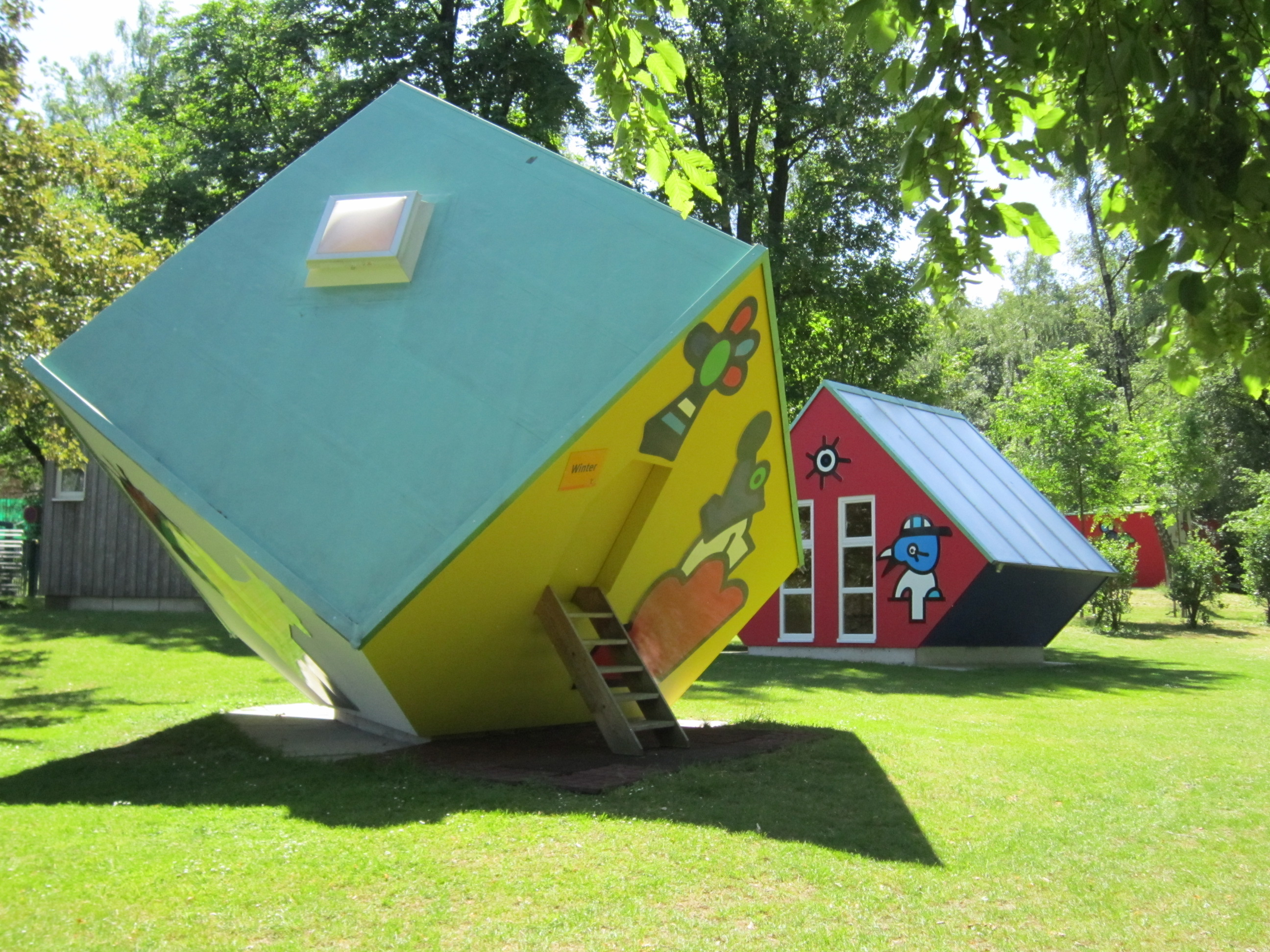
Würfelförmige Picknickhäuser (vorne: Haus Winter, dahinter: Haus Frühling), Gestaltung Otmar Alt
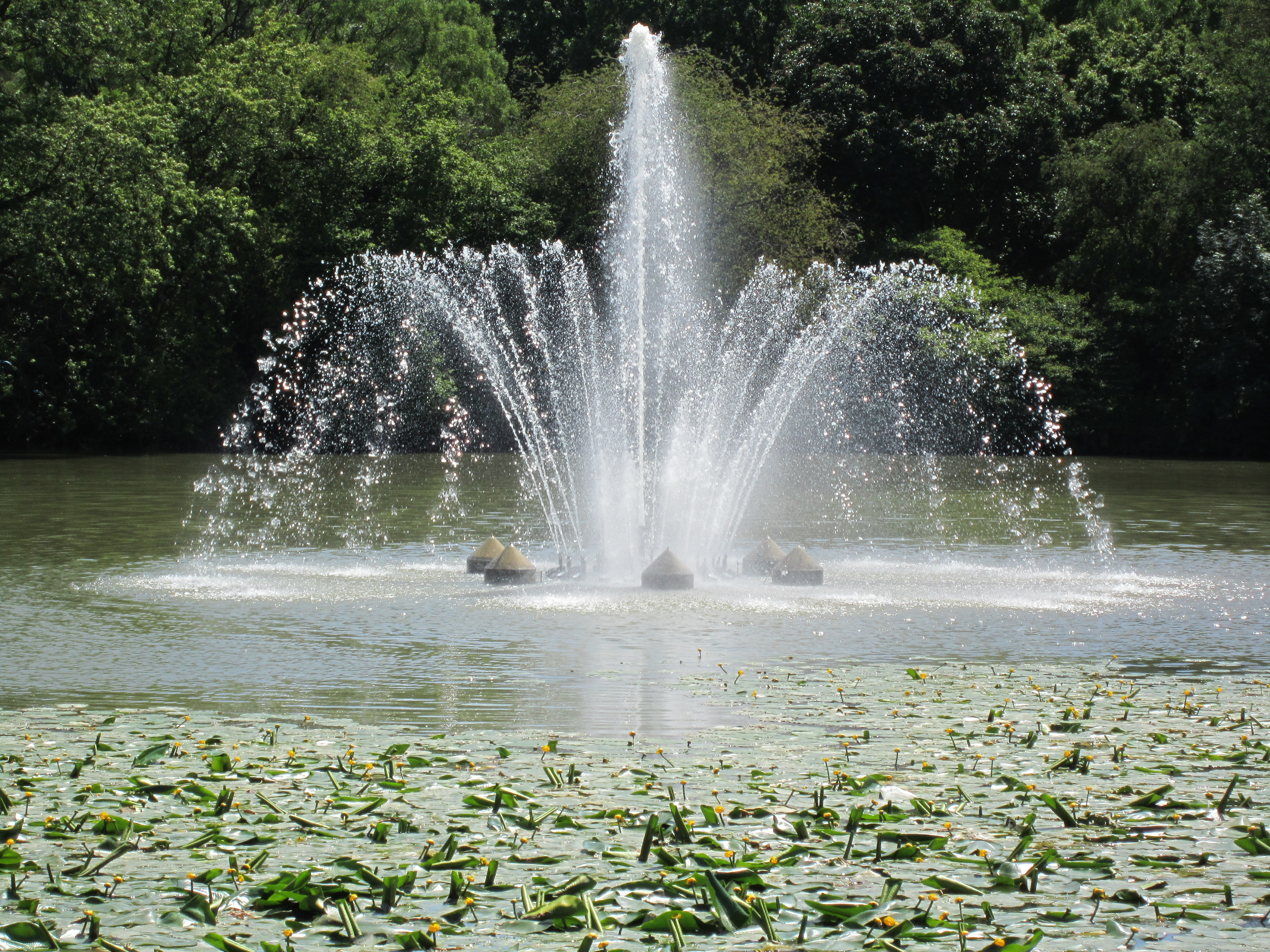
Springbrunnen im Seerosenteich
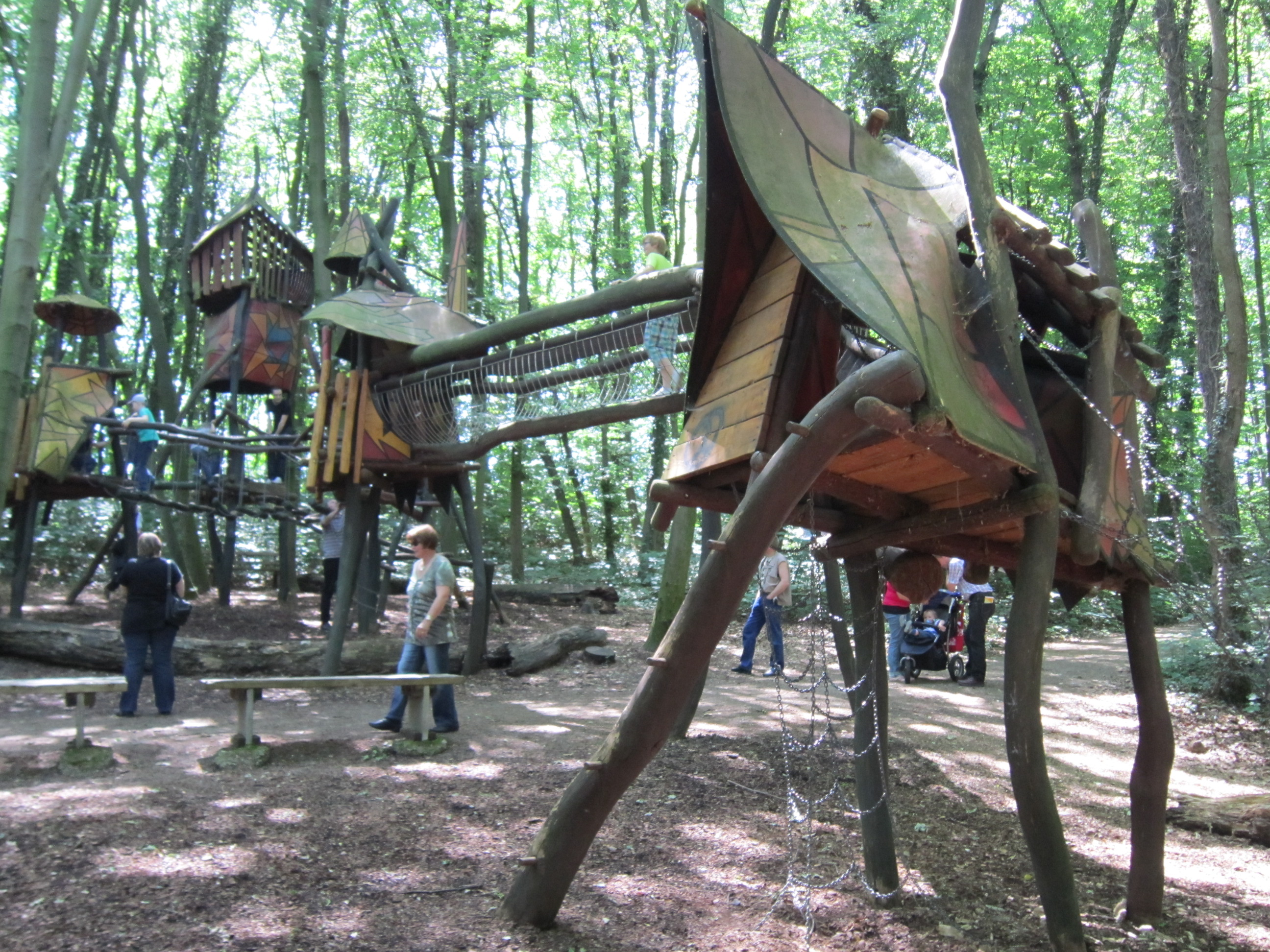
Waldspielplatz im Vierjahreszeitenpark

### Regelmäßige Veranstaltungen
- Sünninghausener Karneval
- Wallfahrt zum heiligen Kreuz nach Stromberg
- Pfingstenkranz
- Margaretenkirmes
- Radio-WAF-Muttertag im Vier-Jahreszeiten-Park
- Freilichtspiele Burgbühne Stromberg
- Sparkassen-Citylauf
- Kneipenfestival Oelde Live
- Pflaumenfest in Oelde-Stromberg
- Flutlichtpokalschwimmen im Parkbad

### Bauwerke in Oelde

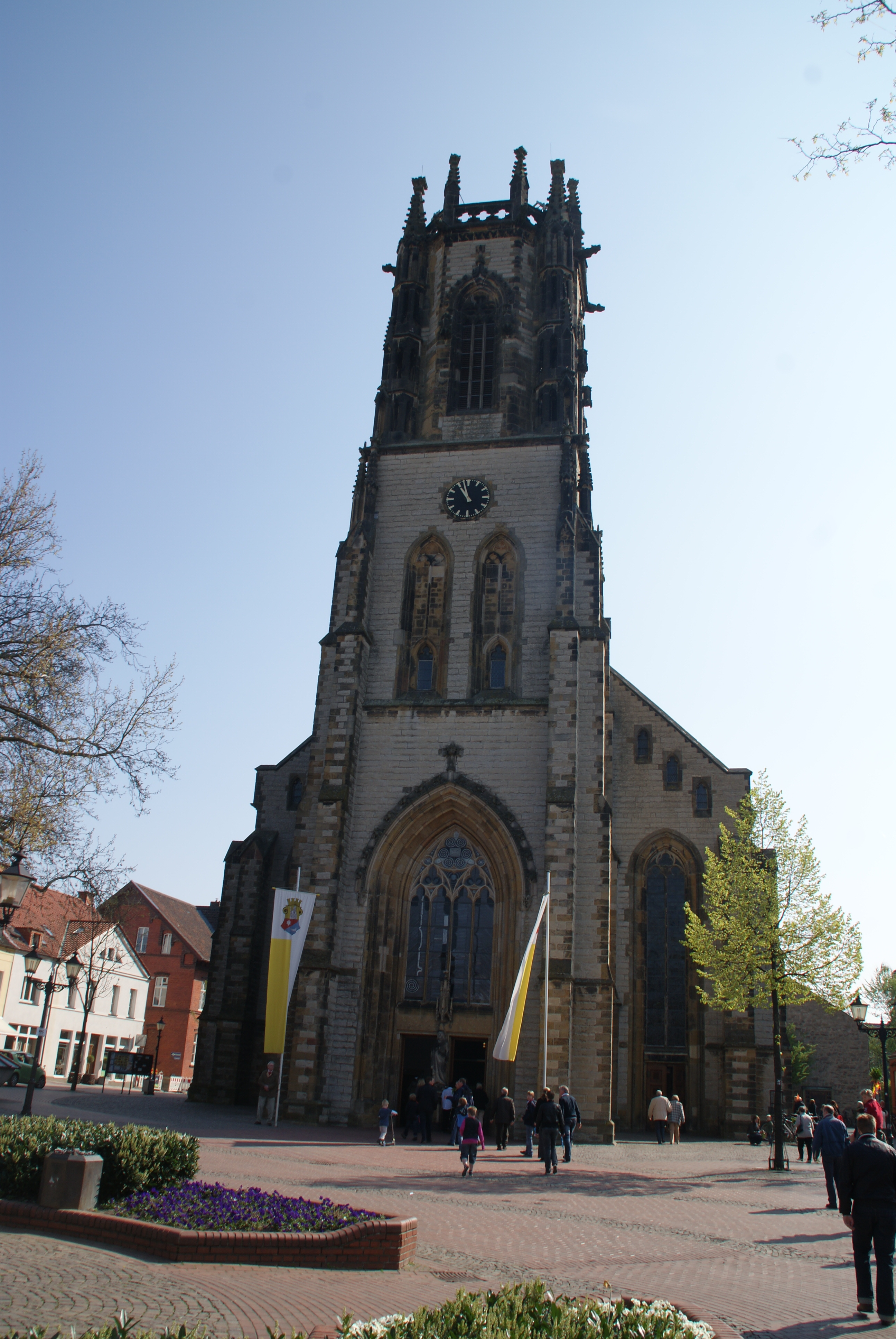
Pfarrkirche St. Johannes in Oelde

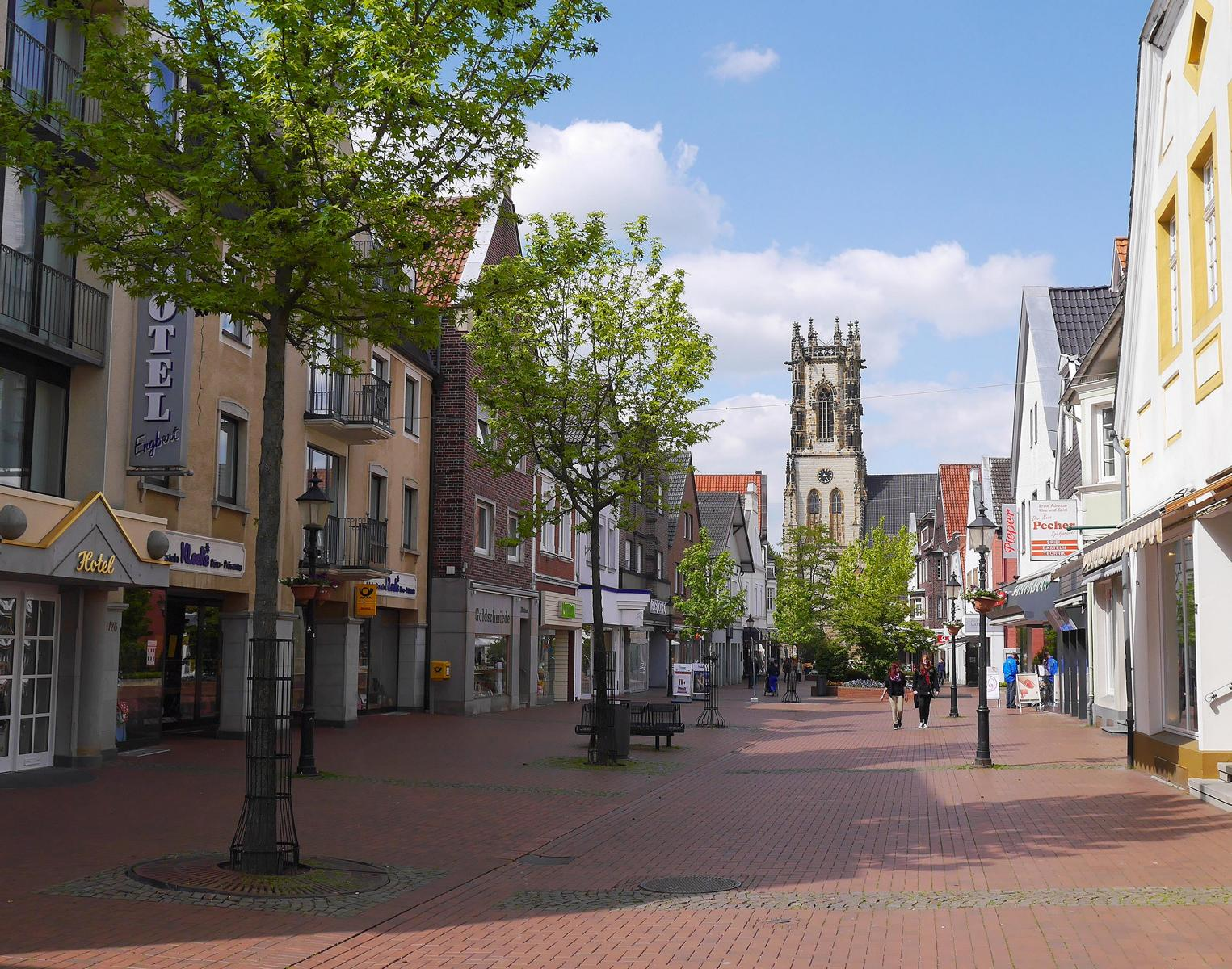
Lange Straße in der Innenstadt

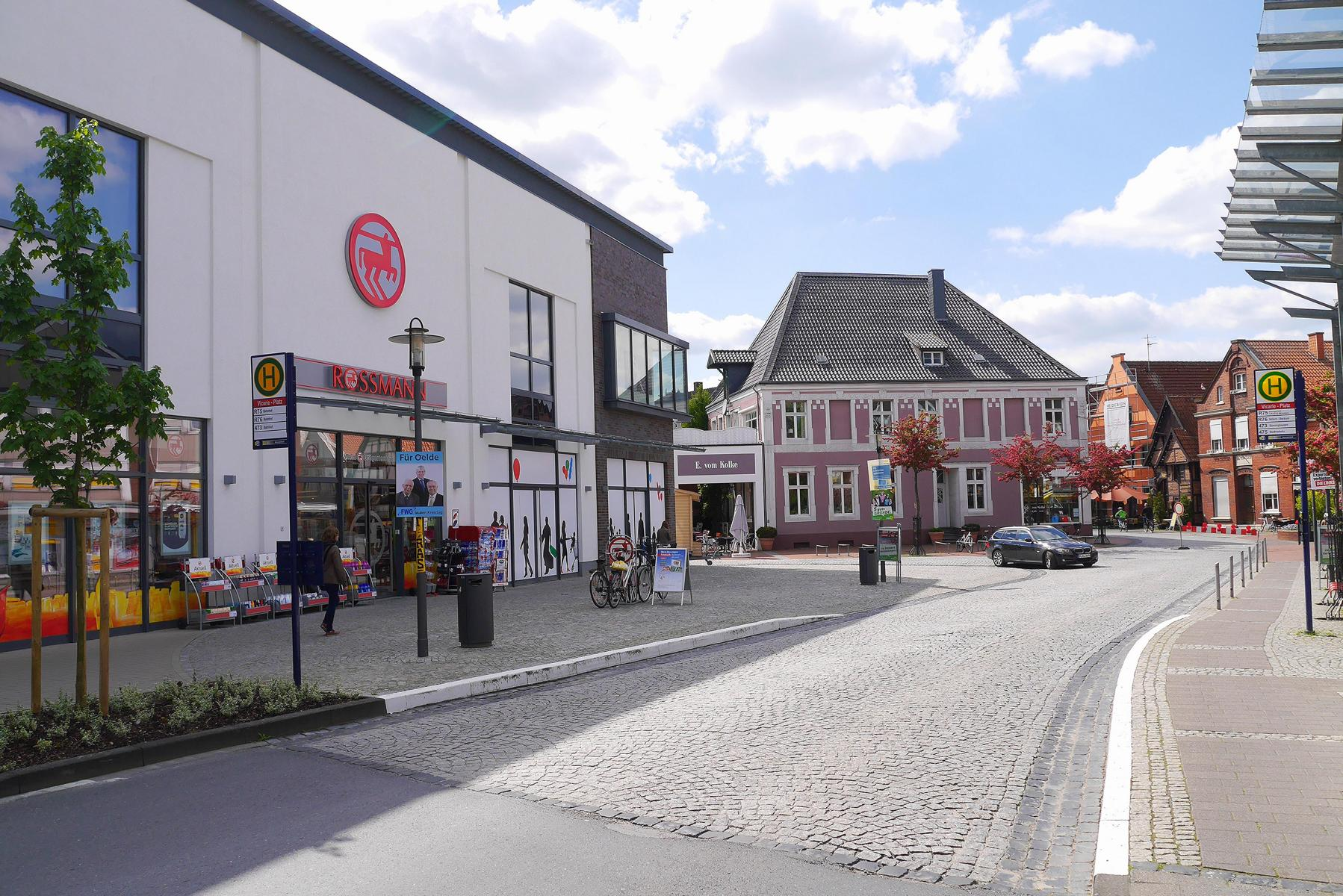
Vicarieplatz mit neuem Geschäftszentrum (eröffnet 2013)

- Das Wasserschloss Haus Geist wurde im Stil der Lipperenaissance zwischen den Jahren 1560 und 1568 vom Baumeister Laurenz von Brachum erbaut.
- Die römisch-katholische Pfarrkirche St. Johannes der Täufer gehört zu den ältesten Pfarrkirchen der Diözese Münster. Die Ostteile des jetzigen Baues stammen noch von einer dreischiffigen Hallenkirche des 14. Jahrhunderts, die 1457 abbrannte und in späterer Zeit mehrfach verändert wurde. 1864 wurde sie vom münsteraner Diözesanbaumeister Emil von Manger nach Westen hin verlängert und mit einem Turm versehen. Im Inneren zieht vor allem das 1491 bezeichnete Sakramentshäuschen die Aufmerksamkeit auf sich, das aus der Werkstatt von Berndt Bunickmann stammen dürfte. Unter den übrigen Ausstattungsstücken ist der spätgotische Taufstein mit Maßwerkverzierung hervorzuheben.
- Die evangelische Stadtkirche wurde 1880 als neugotische Saalkirche mit viergeschossigem Westturm errichtet. Die Ausstattung aus der Erbauungszeit mit Altar, Kanzel und Orgel hat sich zu einem großen Teil erhalten.
- Ehemaliges Amtsgericht (Stadtbibliothek). Der zweigeschossige Putzbau mit Krüppelwalmdach stammt im Kern von 1611. Das heutige Erscheinungsbild geht allerdings auf einen Umbau von 1831 zurück.
- In der Innenstadt sind nur wenige ältere Wohnbauten erhalten; viele wurden vor allem für die Nutzung als Geschäftshaus an der Langen Straße stark verändert. Einen recht guten Eindruck von der früheren Bauweise bietet das Haus Geistraße 6. Das kleine eingeschossige Dielenhaus in Fachwerkkonstruktion entstand um 1700. Die Eingangstür ist mit einem klassizistischen Oberlicht versehen. An der Frontseite findet sich eine nachträglich angefügte Utlucht des 18. Jahrhunderts.
- Das Museum für Westfälische Literatur Haus Nottbeck gehört als aktives Literaturmuseum zum Kulturgut Haus Nottbeck. Dieses befindet sich im denkmalgeschützten ehemaligen Rittergut Haus Nottbeck und liegt am Rande des Oelder Ortsteils Stromberg.
- Das Georg-Lechner-Biermuseum befindet sich auf dem Gelände der Pott’s Brauerei.

## Wirtschaft, Bildung und Infrastruktur

### Gemeindesteuern
Der Hebesatz für die Gewerbesteuer beträgt seit 2025 413 v. H.
Der Hebesatz für die Grundsteuer A (landwirtschaftliche Flächen) liegt ab 2025 bei 276 v. H., die Grundsteuer B liegt ab 2025 bei 647 v. H. für Wohngrundstücke bzw. bei 1190 v. H. für Nichtwohngrundstücke (Grundstücke mit gewerblicher Nutzung), während eine Grundsteuer C für baureife unbebaute Grundstücke nicht erhoben wird.
(Stand: 16. Dezember 2024)

### Unternehmenslandschaft

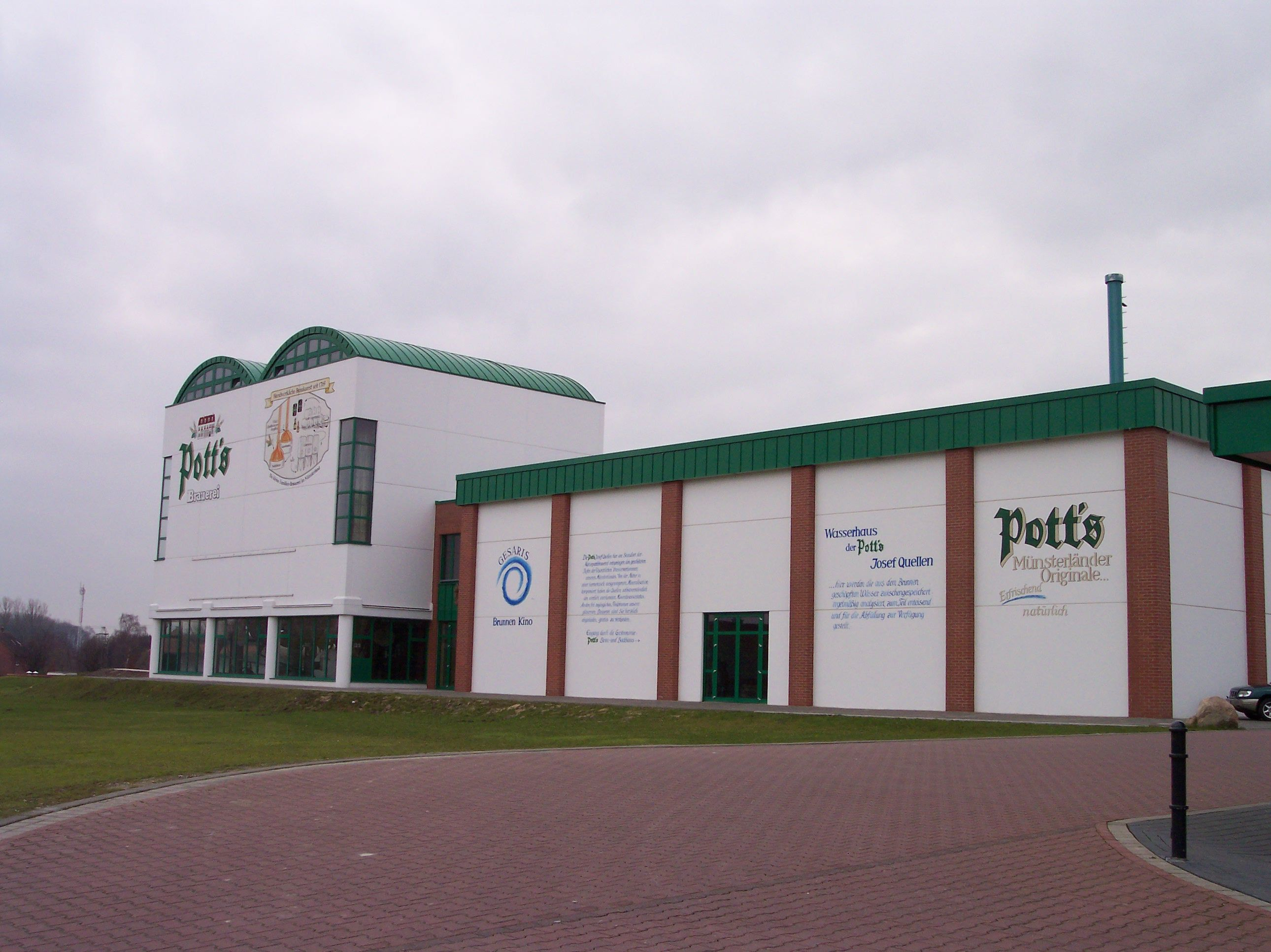
Pott’s Brauerei in Oelde

Die heimische Wirtschaft wird vor allem durch eine vielfältige Möbel- und Holzindustrie, mehrere weltweit operierende Maschinenbaubetriebe, eine über 255 Jahre alte regionale Brauerei sowie eine über 360 Jahre alte überregionale Brennerei geprägt.
Auswahl:
- Pott’s Brauerei (gegründet 1769)
- GEA Westfalia Separator
- Haver & Boecker, Drahtweberei und Maschinenfabrik
- Hammelmann Maschinenfabrik
- Ventilatorenfabrik Oelde
- Westdeutscher Bindegarn-Vertrieb Eselgrimm
- Zurbrüggen Wohnzentrum
- Loddenkemper Raumsysteme (gegründet 1889, 2018 Übernahme durch Oeseder Möbel-Industrie Wiemann). 2025 scheitert eine Weiterführung als Tochter der Beteiligungsgesellschaft Akindu Industries aus Oberhausen unter dem Namen „Loddenkemper Manufaktur“.
- Miele (Werk Oelde), ab 1986. Nach Übernahme des auf Wäschepflegegeräte spezialisierten Unternehmens Cordes in Lette (gegründet 1902) wurde das Werk zur Backofenfabrik ausgebaut, der Unternehmensname „Cordes“ wurde aufgegeben.
- Friedrich Schwarze, westfälische Kornbrennerei (gegründet 1664, ab 1738 in Oelde ansässig), seit 1990 „Schwarze und Schlichte“

### Interregionales Gewerbegebiet
An der A 2, auf der Gemarkung Marburg im Grenzbereich der Städte Oelde und Rheda-Wiedenbrück, liegt ein in mehreren Teilabschnitten entwickeltes interregionales Gewerbegebiet, welches unter der Bezeichnung „Aurea – das A2-Wirtschaftszentrum“ vermarktet wird. Der hierfür eigens geschaffene Autobahnanschluss, die Anschlussstelle „Herzebrock-Clarholz“, wurde im September 2008 dem Verkehr übergeben.
Die Gemeinde Herzebrock-Clarholz und die Städte Oelde und Rheda-Wiedenbrück erschlossen auf dem Gelände in mehreren Abschnitten ein insgesamt rund 150 ha großes Gewerbe- und Industrieareal, auf dem seit Juli 2020 auch ein Logistikzentrum des Onlineversandhändlers Amazon angesiedelt ist.

### Schulen
- Edith-Stein-Schule (kath. Grundschule)
- Overbergschule (kath. Grundschule, seit 2011 im Gebäude der ehemaligen Roncallischule); 1992 Eingliederung der seit 1968 bestehenden Marienschule (kath. Grundschule) am früheren Standort beider Schulen[13]
- Von-Ketteler-Schule mit Teilstandort (ehemals Norbertschule) in Lette (kath. Grundschule)
- Lambertus-Schule (kath. Grundschule, Ortsteil Stromberg; bis 26. November 2012 Karl-Wagenfeld-Schule)[14]
- Albert-Schweitzer-Schule (evang. Grundschule)
- Erich-Kästner-Schule (LWL-Förderschule mit Förderschwerpunkt körperliche und motorische Entwicklung)
- Pestalozzi-Schule (Teilstandort Oelde der gleichnamigen Förderschule der Stadt Ennigerloh, bis 2012 Förderschule der Stadt Oelde; geschlossen)
- Theodor-Heuss-Schule (Hauptschule; 2018 ausgelaufen)
- Städtische Realschule (2018 ausgelaufen)
- Thomas-Morus-Gymnasium (gegründet 1962)
- Städtische Gesamtschule Oelde (gegründet 2013); zum Teil baulich erweiterte und sanierte Schulgebäude der ehemaligen Haupt-, Real- und Förderschulen fungieren als gemeinsames Schulgelände

### Medien
Im Bereich Medien hat der Verlag Holterdorf eine dominierende Stellung. Neben der Tageszeitung Die Glocke hält der Verlag auch Anteile an dem lokalen Radiosender Radio WAF mit Sitz in Warendorf.

### Verkehr

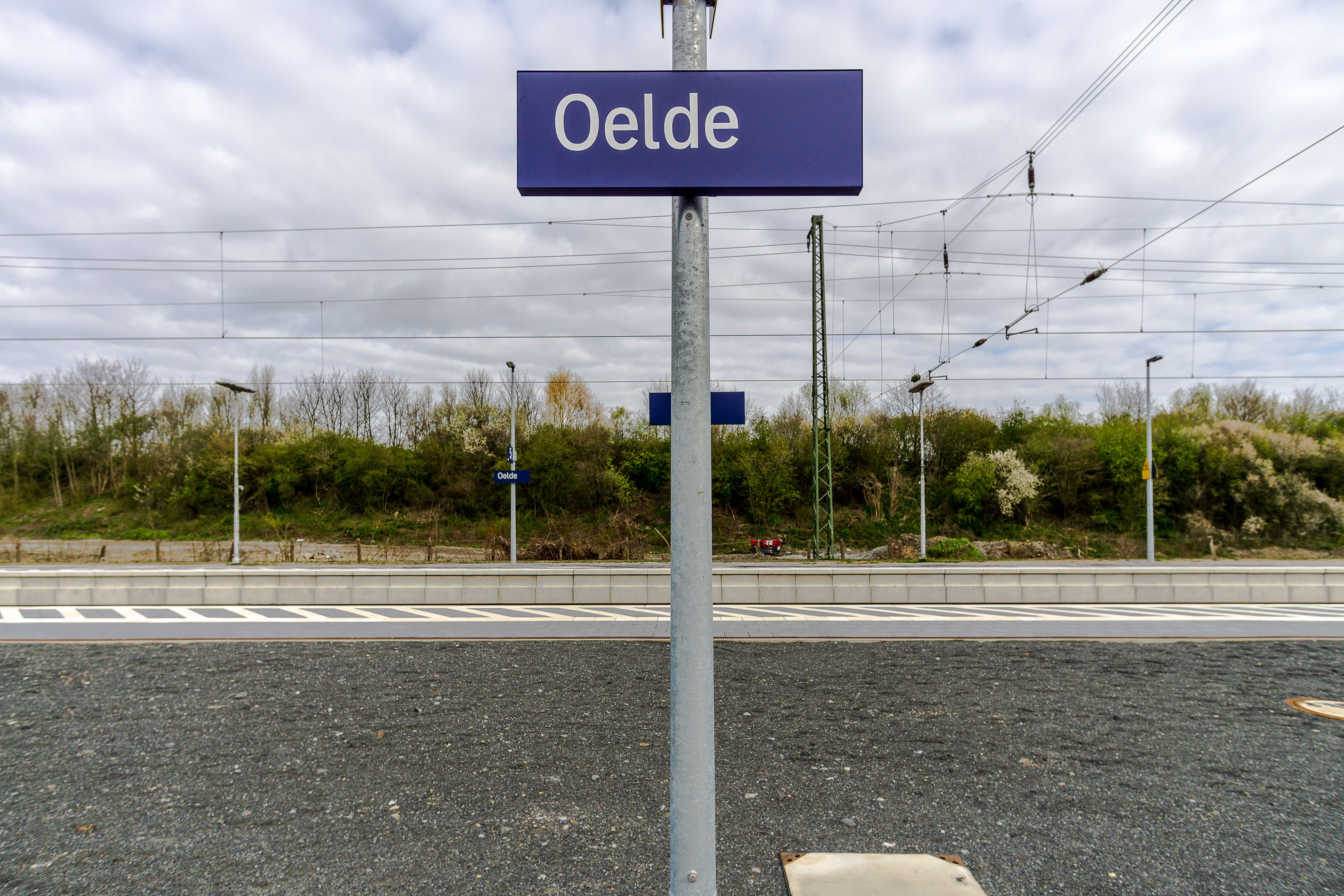
Bahnsteigsschild

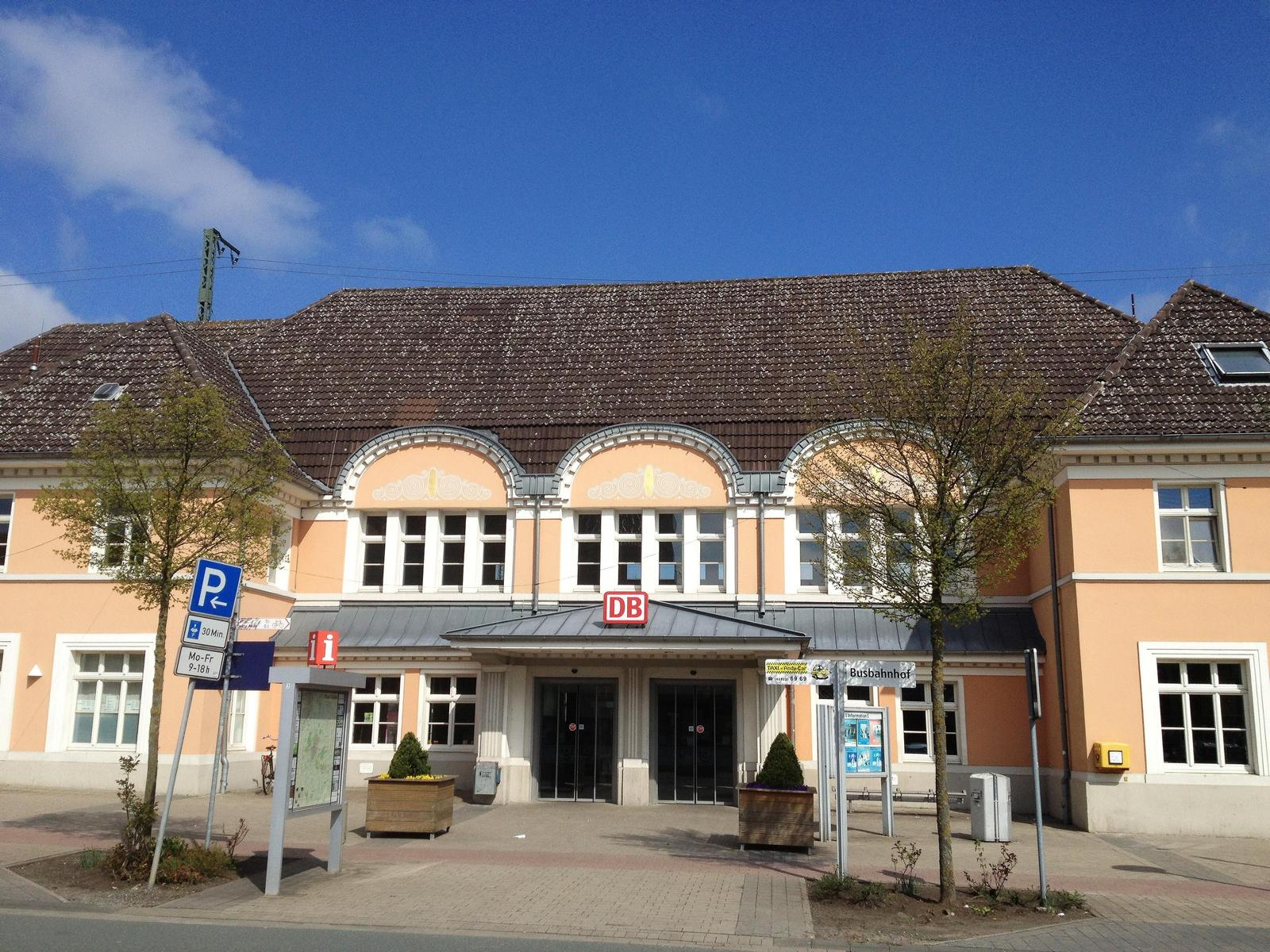
Bahnhof Oelde

Der Bahnhof Oelde liegt an der Bahnstrecke Hamm–Minden. Er wird jeweils im Stundentakt vom RE 6 „Rhein-Weser-Express“ sowie von der RB 69 „Ems-Börde-Bahn“ bedient, sodass nahezu ein Halbstundentakt besteht. Beide Linien wurden früher von DB Regio NRW betrieben. Im Dezember 2008 hat die Eurobahn mit Sitz in Hamm die Strecke der RB 69 übernommen. Seit Dezember 2019 wird der RE 6 von National Express betrieben.
| Linie      | Verlauf | Takt   |
| ---------- | --- | ------ |
| RE 6 (RRX) | Rhein-Weser-Express: Köln/Bonn Flughafen – Köln Hbf – Dormagen – Neuss Hbf – Düsseldorf-Bilk – Düsseldorf Hbf – Düsseldorf Flughafen – Duisburg Hbf – Mülheim (Ruhr) Hbf – Essen Hbf – Wattenscheid – Bochum Hbf – Dortmund Hbf – Kamen – Hamm (Westf) Hbf – Heessen – Ahlen (Westf) – Beckum-Neubeckum – Oelde – Rheda-Wiedenbrück – Gütersloh Hbf – Bielefeld Hbf – Herford – Löhne (Westf) – Bad Oeynhausen – Porta Westfalica – Minden (Westf) Stand: Fahrplanwechsel Dezember 2023 | 60 min |
| RB 69      | Ems-Börde-Bahn (verkehrt zwischen Münster und Hamm zusammen mit der unter gleichem Namen fahrenden RB 89): Münster (Westf) Hbf – Münster-Hiltrup – Rinkerode – Drensteinfurt – Mersch (Westf) – Bockum-Hövel – Hamm (Westf) Hbf – Heessen – Ahlen (Westf) – Beckum-Neubeckum – Oelde – Rheda-Wiedenbrück – Gütersloh Hbf – Isselhorst-Avenwedde – Bielefeld-Brackwede – Bielefeld Hbf Stand: Fahrplanwechsel Dezember 2021                                                              | 60 min |

Mit zwei Anschlussstellen ist die Stadt an die Bundesautobahn 2 Oberhausen–Berlin angebunden. In Höhe der Stadt befindet sich nördlich der Autobahn die Autobahnmeisterei Oelde. Parallel zur Autobahn verläuft durch den Stadtteil Stromberg die ehemalige Bundesstraße 61.
In Oelde selbst gibt es beginnend im Oelder Norden mit der „Warendorfer Straße“ eine Hauptverkehrsachse bis in die Stadtmitte. An der Stadtmitte vorbei führt die sich hieran anschließende „Konrad-Adenauer-Allee“, die im späteren Verlauf in die Straße „In der Geist“ übergeht. Weiter südöstlich führt die Nord-Süd-Verbindung dann als „Keitlinghauser Straße“ unmittelbar an der Anschlussstelle der Autobahn vorbei.
Oelde ist an die Fernradwege 100-Schlösser-Route und Radweg Historische Stadtkerne angeschlossen. Etwa zwei Kilometer östlich von Oelde liegt der Flugplatz Oelde-Bergeler.

## Persönlichkeiten

### In Oelde geboren
- Hermann Nicephorus (* um 1555 in Stromberg; † 6. Oktober 1625 in Soest), barocker Philosoph
- Ambrosius von Oelde (* um 1630/40; † 1705 in Werne), Kapuziner und Architekt
- Jodocus Donatus Hubertus Temme (* 22. Oktober 1798 in Lette; † 14. November 1881 in Zürich), Politiker, Jurist und Schriftsteller
- Theobald von Oer (* 9. Oktober 1807 in Stromberg; † 30. Januar 1885 in Coswig), Maler
- Franz Wilhelm Cramer (* 3. März 1815; † 15. März 1903 in Münster), Weihbischof in Münster
- Heinrich Geisberg (* 17. September 1817; † 14. Mai 1895 in Münster), Jurist, Stadtverordneter, Stadtarchivar und Stadthistoriker von Münster
- Rudolf Volmer (* 18. Juni 1821; † 30. Juni 1878 in Paderborn), Architekt
- Karl Adolf Bachofen von Echt (* 12. März 1830; † 22. Mai 1922 in Wien), österreichischer Brauereiunternehmer
- Georg Ludwig Konrad von Bruchhausen (* 13. Januar 1846 auf Gut Stovern; † 6. November 1899 in Leipzig), Reichsgerichtsrat
- Anton Mormann (* 2. November 1851 in Sünninghausen; † 29. Dezember 1940 in Stade), Bildhauer aus Wiedenbrück
- Albert von Bruchhausen (* 21. April 1859; † 23. April 1948 in Buchheim), Oberbürgermeister von Trier und preußischer Politiker
- August Euler (* 20. November 1868 als August Reith; † 1. Juli 1957 am Feldberg/Schwarzwald), Flugpionier und Staatssekretär im Reichsluftamt
- Bernhard Raestrup (* 25. Januar 1880; † 20. Juli 1959 in Oelde), Unternehmer und Politiker (Zentrum, später CDU).
- Georg Kemper (* 11. November 1880; † 25. März 1948 in Oelde), Bildhauer und Keramiker, Schüler der Kunstgewerbeschule Nürnberg sowie der Kunstakademie München. Er lebte und wirkte in München.
- Joseph Holterdorf (* 23. August 1882; † 1961), Verleger und Chefredakteur
- Albert Coppenrath (* 19. Februar 1883; † 27. November 1960 in Telgte), katholischer Priester und Autor
- Ernst Meurin (* 10. Dezember 1885 in Sünninghausen; † 28. Juni 1970 in Wadersloh), Autor und Kreisheimatpfleger von Wiedenbrück
- Wilhelm Lautenbach (* 26. August 1891; † 24. Mai 1948 in Davos), Beamter im Reichswirtschaftsministerium
- Ernst Broermann (* 1. September 1894; † 29. September 1970 in Bonn), Psychologe
- Petra Mönnigmann (* 14. Juni 1924 als Paula Mönnigmann; † 5. Juni 1976 nach einem Autounfall in Indien), Gründerin des Ordens Dienerinnen der Armen. Ihr Seligsprechungsverfahren befindet sich nach Abschluss auf diözesaner Ebene in Indien bei der zuständigen Kurienbehörde im Vatikan.
- Josef Predeick (* 4. Mai 1926;  † 26. Mai 1993 in Oelde), Kommunalpolitiker (CDU) und von 1975 bis zu seinem Tod Landrat des Kreises Warendorf
- Berthold Naarmann (* 31. März 1930; † 7. September 2017 in Paderborn), Bankmanager (Bank für Kirche und Caritas).
- Heinrich Ost (* 11. März 1935; † 28. Dezember 2020 in München), Autor und Übersetzer
- Antonius Lipsmeier (* 7. Mai 1937), Universitätsprofessor
- Antonius Höckelmann (* 26. Mai 1937; † 17. Juni 2000 in Köln), Künstler
- Ingeborg Flagge (* 1. Oktober 1942;  † 20. Dezember 2024 in Bonn), Archäologin, Architekturkritikerin und -publizistin, Professorin für Architektur- und Baugeschichte an der HTWK Leipzig und bis 2005 Direktorin des Deutschen Architekturmuseums
- Ingeborg Wolff (* 1943), Schauspielerin und Regisseurin
- Reinhold Festge (* 10. November 1945), Mediziner, Unternehmer und ehemaliger Präsident des VDMA
- Werner Rammert (* 24. März 1949), Soziologe
- Bernd Kuretitsch (* 20. Juli 1950; † 12. Mai 2012 in Wiesbaden-Erbenheim), Liedermacher und Musikpädagoge
- Alexander Erdland (10. Oktober 1951), Bankier
- Wilma Glücklich (* 18. September 1952), Politikerin (CDU)
- Thomas Krefeld (* 1955), Romanist und Hochschullehrer
- Michael Ohl (* 17. Oktober 1964), Biologe und Entomologe, Kurator und Wissenschaftler am Museum für Naturkunde Berlin und außerplanmäßiger Professor an der Humboldt-Universität Berlin
- Sigrid M. Schnückel (* 9. September 1966), Schauspielerin (bekannt aus der Fernsehserie Hinter Gittern – Der Frauenknast)
- Frank Stieren (* 10. Februar 1966), Schauspieler (bekannt aus den Fernsehserien Pfarrer Braun und Die Rettungsflieger)
- Dirk Brand (* 18. Juni 1969), Schlagzeuger und Musikpädagoge
- Mirko Baschetti (* 2. Dezember 1971), Fußballspieler
- Andreas Samland (* 1974), Filmemacher
- Christian Jasper (* 17. Dezember 1985), Jurist und Theologe sowie Priester des Erzbistums Köln
- Marcel Hassemeier (* 11. Januar 1990), Rettungssportler und „Athlete of the Year“ 2013 der World Games[16]

### Mit Oelde verbunden
- Otto Beckmann (* um 1476 in Warburg; † 4. Mai 1540 in Oelde oder 1556 in Münster), Priester und Humanist.
- Laurenz von Brachum (* 1. Hälfte des 16. Jh. als Laurentz Steynhower in Wesel; † 1586 in Gelsenkirchen-Horst), Baumeister, Architekt, und Begründer der Lipperenaissance.
- Moritz von Büren (* 12. Februar 1604 in Büren; † 7. November 1661 in Oelde), letzter Freiherr von Büren, Präsident des Reichskammergerichts in Speyer (1629–1632) und Jesuit
- Franz Christoph Nagel (* 12. März 1699 in Rietberg; † 1764 vermutlich in Paderborn), Baumeister des Barock und Architekt des Nordflügels von Haus Geist, bei Oelde
- Emil von Manger (* 12. Oktober 1824 in Ottmarsbocholt; † 23. März 1902 in Oelde), Architekt und Münsteraner Diözesanbaumeister
- Joseph Willebrand (* 3. April 1829 in Ennigerloh; † 16. Juni 1922 in Warendorf), Mitglied des Preußischen Abgeordnetenhauses
- Wilhelm Schwarze (* 24. August 1851 in Brilon; † 8. Januar 1937 in Ostercappeln), Jurist und Politiker des Zentrums, Mitglied des Reichstages und des preußischen Landtages.
- Hermann Hoogeweg (* 25. Mai 1857 in Gumbinnen/Ostpreußen; † 19. November 1930 in Oelde), Archivar und Historiker
- Peter Pöppelmann (* 24. April 1866 in Harsewinkel; † 6. November 1947 in Dresden), Bildhauer und Zeichner
- Eduard Goldkuhle (* 1. November 1878 in Wiedenbrück; † 8. Februar 1953 in Oelde), Maler
- Aenne Brauksiepe (* 23. Februar 1912 in Duisburg; † 1. Januar 1997 in Oelde), Politikerin und von 1968 bis 1969 Bundesministerin für Familien und Jugend
- Alfred Gertler (* 13. Januar 1913 in Dingelstädt; † 4. Juni 2001 in Oelde), Diplomlandwirt und Politiker (Zentrum).
- Josef Schrudde (* 12. Mai 1920 in Meschede; † 9. Oktober 2004 in Oelde), Kiefer- und Plastischer Chirurg, Direktor der Klinik für Plastische und Rekonstruktive Chirurgie der Universität zu Köln.
- Anne Daubenspeck-Focke (* 18. April 1922 in Metelen; † 27. Januar 2021), Bildhauerin und Malerin
- Rainer Schepper (* 23. März 1927 in Münster; † 8. August 2021 ebenda; Pseudonym „Jans Gliewenkieker“), Autor, Publizist und Rezitator standarddeutscher- und plattdeutscher Sprache, 1951/52 Redakteur der Tageszeitung Die Glocke
- Helmut Rahn, genannt „Der Boss“ (* 16. August 1929 in Essen; † 13. August 2003 ebenda), Fußballspieler, 1946–1950 Spieler des SC Oelde 09, für den er 52 Tore erzielte.
- Josef Anton Wiese (* 21. Mai 1932 in Mettingen; † 16. September 2009 ebenda), Bäcker und Konditor, sowie Unternehmer, Erfinder und Mitgründer der Conditorei Coppenrath & Wiese, dem größten Hersteller von Tiefkühl-Backwaren in Europa.
- Klaus Kutzer (* 30. Juni 1936 in Breslau; † 27. Juli 2025), Jurist und Strafrechtler; zunächst Leitender Oberstaatsanwalt in Göttingen (ab 1975) von 1982 bis 2001 Richter am Bundesgerichtshof und zudem ab 1995 Vorsitzender im 3. Strafsenat des Bundesgerichtshofs
- Bruno Steinhoff (* 26. November 1937 in Herzebrock), Unternehmer
- Rudolf Kimmina (* 28. Mai 1944 in Freckenhorst; † 16. April 2024 in Clarholz), Maler, Bildhauer und ehemaliger Kunsterzieher am Thomas-Morus-Gymnasium.
- Wilhelm Ruprecht Frieling (* 29. Mai 1952 in Bielefeld), Sachbuchautor und Verleger. Er lebt in Berlin-Südende.
- Hans-Jürgen Netz  (* 22. März 1954 in Bredstedt, Nordfriesland), Textautor und Sozialpädagoge. Er war Jugendreferent der Evangelischen Kirchengemeinde Oelde.
- Franz Kahle (* 12. Juni 1959 in Rheda), Jurist und Politiker (Bündnis 90/Die Grünen), im Ortsteil Stromberg aufgewachsen und hat das Thomas-Morus-Gymnasium besucht
- Thomas Rusche (* 24. September 1962 in Münster), Philosoph, Unternehmer, Wirtschaftsethiker und Kunstsammler
- Markus Hofmann (* 19. Juni 1963 in Fulda), Politiker (Bündnis 90/Die Grünen) und von September 2024 bis März 2025 als externer Citymanager in der Stadtverwaltung Oelde beschäftigt
- Stefan Huster (* 1964 in Gütersloh) ist ein deutscher Rechtswissenschaftler und Hochschullehrer. Er ist Inhaber des Lehrstuhls für Öffentliches Recht, Sozial- und Gesundheitsrecht und Rechtsphilosophie an der Ruhr-Universität Bochum.
- Peter Sanders (* 1967), Informatiker und Professor am Karlsruher Institut für Technologie
- Daniel Hagemeier (* 3. November 1970 in Rheda-Wiedenbrück), Politiker (CDU), Mitglied des Landtags Nordrhein-Westfalen seit 2017
- Thomas Nütten (* 8. Juni 1971 in Toledo (Ohio)), deutsch-US-amerikanischer American-Football-Spieler und Gewinner des Super Bowl XXXIV. Er spielte Offensive Guard bei den Amsterdam Admirals und den St. Louis Rams. Er wuchs in Oelde auf und besuchte bis zur 9. Klasse das Thomas-Morus-Gymnasium.

## Sonstiges
- In der Zeit vom 17. Jahrhundert bis 1938 bestand eine Jüdische Gemeinde in Oelde. Ihre höchste Zahl erreichte sie 1861 mit 84 Mitgliedern. An das Gemeindeleben erinnert noch heute der jüdische Friedhof (an der Straße „Zur Brede“). Ein Gedenkstein wurde 1988 auf dem Rathausvorplatz aufgestellt, welcher an die jüdischen Opfer des NS-Regimes in Oelde erinnert. Im Dezember 2011 wurden in Oelde und Stromberg zur Erinnerung an die Vertreibungen und Deportationen der NS-Zeit Stolpersteine des Kölner Künstlers Gunter Demnig verlegt.
- 1835 wurde der Ort Westphalia (Missouri) von einer Gruppe Deutscher Einwanderer aus Paderborn und Oelde gegründet. Dr. Bernhard Bruns und seine Brüder hatten hier als erste Farmen in Maries Valley aufgebaut und den neuen Ort zunächst New Westphalia genannt. Später wurde der Ort umbenannt. 1848 wurde die St.-Joseph-Kirche errichtet.
- Die Überführung Weg Hesseler über die A 2 zwischen den Ausfahrten Beckum und Oelde wurde 1938 als erste Spannbetonbrücke mit sofortigem Verbund in Deutschland und weltweit erste Spannbetonbalkenbrücke von Wayss & Freytag nach einem Patent von Eugène Freyssinet und mit dessen aktiver Mitwirkung errichtet.[17]